# 甲氧那明
甲氧那明（Methoxyphenamine），化学式C11H17NO，安非他命衍生物的一种，是一种支气管扩张药，主要作用于β肾上腺素受体。

## 化学性质
甲氧那明最初在Upjohn公司由Woodruff等人合成，之后由同一公司的Heinzelman合成，并修正了早期文献中甲氧那明盐酸盐的熔点，改进了合成方法，并对外消旋甲氧那明进行拆分。